# Bozzole
Bozzole es una localidad y comune italiana de la provincia de Alessandria, región de Piamonte, con 323 habitantes.

## Evolución demográfica
| Gráfica de evolución demográfica de Bozzole entre 1861 y 2013 |
|                                                               |
| Fuente ISTAT - elaboración gráfica de Wikipedia               |